# Salles, Lot-et-Garonne

Salles este o comună în departamentul Lot-et-Garonne din sud-vestul Franței. În 2009 avea o populație de 314 de locuitori.

## Evoluția populației
| An        | 1975 | 1982 | 1990 | 1999 | 2006 | 2009 |
| --------- | ---- | ---- | ---- | ---- | ---- | ---- |
| Populație | 330  | 313  | 289  | 257  | 300  | 314  |